# Morro del Paso
Morro del Paso är en kulle i Antarktis. Den ligger i Västantarktis. Argentina, Chile och Storbritannien gör anspråk på området. Toppen på Morro del Paso är 722 meter över havet.
Terrängen runt Morro del Paso är lite bergig. Trakten är glest befolkad. Närmaste befolkade plats är Bernardo O'Higgins Station, 19,9 kilometer norr om Morro del Paso. 